# Tomb Raider-serien
Eidos Interactives Tomb Raider-serie havde sin begyndelse i 1996, med udgivelsen af det første spil, Tomb Raider, der også introducerede seriens gennemgående protagonist Lara Croft. Croft og konceptet blev udviklet af Toby Gard, der producerede spillet sammen med Core Design. Efter levering af det sjette spil i serien, skiltes vegne mellem Eidos og Core, og serien blev fornyet og genstartet af Crystal Dynamics, med Lara Croft Tomb Raider: Legend i 2006. Tomb Raider handler essentielt om Crofts eventyr, der oftest bringer hende til op mod flere forskellige lande, for at samle sjældne artefakter. Historierne udspringer som regel fra kendte myter, eksempelvis Pandoras æske eller Excalibur, og er typisk af overnaturlig karakter. Spillene er en genreblanding af platform, adventure og action, og spilleren skal både løse gåderne, og eliminere trusler af varierende former og sværhedsgrad.
Tomb Raider er siden sin første udgivelse vokset til et verdensomspændende franchise, og Croft regnes for en af de mest succesrige heltinder nogensinde. Gennem tiden er hun blevet portrætteret af en række fotomodeller, der har optrådt ved spilmesser og offentlige lejligheder, for at promovere og profilere aktuelle udgivelser. Den første model var Rhona Mitra, mens den aktuelle er Alison Carroll. Angelina Jolie blev valgt til hovedrollen i filmatiseringerne fra hhv. 2001 og 2003. Franchiset strækker sig også til spil på blandt andet mobiltelefoner og Gameboy, og blev i godt fem år også lavet som tegneserie. Tomb Raider-navnet og Lara Croft er anvendt til at markedsføre over tusind forskellige produkter, alle kontrolleret af markedsføringsansvarlige hos Eidos, der forsøger at vedligeholde den kontroversielle balance mellem Laras indflydelse som sexsymbol og som rollemodel.

## Seriens historie
I 1995 udarbejdede Toby Gard konceptet til et nyt adventure-spil, hvor spilleren skulle løse gåder i gamle templer og grave. Hovedpersonen i de første udkast blev kritiseret for at minde for meget om Indiana Jones, og Gard udviklede hvad der endte med at blive Lara Croft. Det første spil udkom i 1996, udgivet af Eidos Interactive og udviklet af Core Design. Spillet blev en salgsmæssig og kritikeranmeldt succes, men den måde hvorpå Croft blev profileret og fremstillet afskyede Toby i en sådan grad, at han forlod Core Design allerede inden udgivelsen af Tomb Raider II i 1997. I 1998 udkom seriens tredje spil, og i 1999 Tomb Raider: The Last Revelation, hvor spilleren fik et indblik i Laras teenageår, og yderligere var det første spil der kun foregik i ét land, Egypten. The Last Revelations cliffhangerafslutning var et forsøg på at runde serien af, men alligevel udkom fortsættelsen, Tomb Raider Chronicles, i 2000, hvis narrative format var grundlæggende anderledes, fordi det bestod af flashbackfortællinger. I begyndelsen af 2000'erne indledte filminstruktør Simon West arbejdet på den første filmatisering, Lara Croft Tomb Raider, med Angelina Jolie i hovedrollen. I 2003 udkom seriens sandsynligvis største skuffelse, Lara Croft Tomb Raider: The Angel of Darkness, der også blev Core Designs sidste bidrag til serien, og det var også året hvor den anden filmatisering, The Cradle of Life, udkom.
Eidos hyrede senere Crystal Dynamics til at fortsætte udviklingen af Tomb Raider-computerspilsserien, fra Core der undskyldte med at have været under for stort tidspres. I 2006 udkom Lara Croft Tomb Raider: Legend, der påbegynder seriens nye kontinuitet, og basalt set fungerer som et komplet "reboot," med kun meget få referencer til tidligere udgivelser i serien. En produktion Toby Gard deltog i, og der blev gjort et stort arbejde for at profilere Lara anderledes, og designerne nedfældede i den sammenhæng en liste over grundlæggende regler for Crofts opførsel. Op mod Laras 10-årsjubilæum arbejdede både Crystal Dynamics og Core Design på jubilæumsudgaver af spillet, men det var kun Crystals Lara Croft Tomb Raider: Anniversary, der nåede udgivelse. I 2008 udkommer seriens ottende spil, Underworld, og den tredje filmatisering forsøges igangsat.

## Lara Croft
Lara Croft er en fiktiv engelsk arkæolog, født ind i en rig familie til Richard og Amelia Croft. Den første del af hendes liv er domineret af en luksuriøs livsstil, der slutter – afhængigt af hvilken kontinuitet man følger – på et punkt i hendes liv, hvorfra hun beslutter at rejse rundt i verden, i søgen efter unikke, ældgamle skatte.
Lara Croft er i markedsføringssammenhæng oftest karakteriseret ved at bære en turkis, ærmeløs top, og ved at holde en pistol i hver hånd. På et personlighedsmæssigt plan blev hun i de første seks udgivelser profileret som mørk, enigmatisk, arrogant, koldblodig, modig og morderisk. Siden Crystal Dynamics overtog serien har nogle af disse træk holdt ved, men de har med overlæg forsøgt at ændre Laras fremtræden til at være mere menneskelig og respekterende. Dette ses blandt andet i form af, at hun i Tomb Raider: Legend udtrykker sorg over de første mord på vilde dyr.
Laras omgivelser, historie og forhold til forældre afhænger af hvilken kontinuitet man følger. I den første, for eksempel, tager forældrene afstand til Lara, efter hun beslutter at ændre sin ellers planlagte fremtid til fordel for eventyrlysten. I filmatiseringernes version af Lara, bliver hendes far dræbt af et Illuminatimedlem, og det understreges at Lara og hendes far havde et tæt forhold. I seriens anden kontinuitet indtræffer et flystyrtet i Nepal da Lara er ni år, og efter at have aktiveret en antik mekanisme forsvinder Laras mor, Amelia, i en portal til den mytiske ø Avalon. Hendes far var selv eventyrer og søgte efter Amelia – en mission Lara tager til sig i Tomb Raider: Legend og Underworld, mange år efter Richards død.

## Kontinuiteter
Da Crystal Dynamics overtog serien fra Core Design efter Tomb Raider: The Angel of Darkness, reviderede de hele historien, herunder Laras fortid og personlighed. Begge kontinuiteter er skrevet i samarbejde med skaberen, Toby Gard. Filmene og tegneserierne adskiller sig også fra spillenes kontinuiteter på væsentlige punkter. Tomb Raider: Anniversary, der er en genskabelse af det første spil, men udviklet af Crystal Dynamics, er tilpasset den sekundære kontinuitet.
Den første kontinuitet spænder over de første seks spil, alle udviklet af Core Design. Den fremstiller Lara som en ofte koldblodig, hårdfør og selvsikker heltinde, der i starten af sine tyvere mister sine forældre og forlovede i et flystyrt. I Crystal Dynamics' kontinuitet er historien fundamentalt anderledes, i og med at styrtet finder sted allerede da Lara er ni år, og kun hendes mor og Lara selv er om bord på flyet, foruden piloterne. I filmene er Laras forhold til forældrene, og deres dødsårsager, anderledes fra begge kontinuiteter. Crystal Dynamics har desuden tilpasset Laras hjem, Croft Manor, til at ligne det fra filmene, der markant adskiller sig fra den første kontinuitet. Men deres tilføjelse af Zip og Alister, Laras medhjælpere og rådgivere, afviger fra filmene og tidligere spil, hvor der ikke var nogen. Butleren er i spillene en ældre herre, mens han i filmene er væsentligt yngre.

## Computerspil og film
Der eksisterer otte hovedtitler i Tomb Raider-serien og to spillefilm. Core Design producerede de første seks, og Crystal Dynamics de resterende to. Foruden hovedtitlerne er udgivet en række udvidelsesversioner til blandt andet de første tre spil, og i 2007 lancerede Eidos Interactive Tomb Raider: Anniversary, der en genfødsel af originalen fra 1996. Alle hovedtitler findes til Microsoft Windows. De andre spillekonsoller som Xbox, Xbox 360, PlatStation 1, 2 og 3, Nintendo DS, Nintendo Wii og mobiltelefon er dækket forskelligt fra titel til titel. Nogle versioner varierer betydeligt i forhold til deres respektive PC-udgave, mens andre kun har minimale forskelle.
Begge film har Angelina Jolie i hovedrollen. Deres historier har ikke direkte relation til spillene, og således er Laras baggrundshistorie og relationer til forældre og venner også anderledes.

## Musik
I nedestående tabel over baggrundsmusikken i spilserien, er anført en "partner," der til respektive titler, i et mindre omfang assisterede hovedkomponisten.
| Data/Spil                | Tomb Raider         | Tomb Raider II      | Tomb Raider III                             | The Last Revelation | Chronicles          | The Angel of Darkness     | Legend                    | Anniversary               | Underworld                       |
| ------------------------ | ------------------- | ------------------- | ------------------------------------------- | ------------------- | ------------------- | ------------------------- | ------------------------- | ------------------------- | -------------------------------- |
| Komponist                | Nathan McCree       | Nathan McCree       | Nathan McCree                               | Peter Connelly      | Peter Connelly      | Peter Connelly            | Troels Brun Folmann       | Troels Brun Folmann       | Colin O'Malley                   |
| Partnere                 | Martin Iveson       | -                   | Martin Iveson, Peter Connelly, Matthew Kemp | -                   | -                   | Martin Iveson             | -                         | -                         | Troels Brun Folmann (supervisor) |
| Hovedtema                | 03:15               | 02:46               | 02:18                                       | 02:17               | -                   | 03:08                     | 02:20                     | 03:37                     | 03:30                            |
| Musik i spillet          | 18 spor/17 minutter | 29 spor/20 minutter | 50 spor/35 minutter                         | 37 spor/18 minutter | 49 spor/16 minutter | 21 spor/51 minutter       | 88 spor/4 timer           | 34 spor/56 minutter       | N/A                              |
| Gennemsnitlig sporlængde | 57 sekunder         | 42 sekunder         | 42 sekunder                                 | 29 sekunder         | 19 sekunder         | 2 minutter og 23 sekunder | 2 minutter og 35 sekunder | 1 minutter og 38 sekunder | N/A                              |
| Ambiente spor            | 4                   | 6                   | 17                                          | 8                   | 11                  | 30                        | -                         | 4                         | N/A                              |

Tomb Raider: The Angel of Darkness er det første spil i serien der bruger konstant underlægningsmusik. Musikken er komponeret af Peter Connelly, indspillet med London Symphony Orchestra (dirigeret af David Snell). Man brugte en oboe, cor anglais, harpe og fløjte til at repræsentere Lara.

Tomb Raider: Legend introducerede en ny stil til serien med underlæggende elektronisk dance, og tider computergenereret orkester. Hovedtemaet starter med noderne fra det originale tema spillet på en mellemøstlig duduk. Lyrikken stammer en a gaelic sang kaldt Ailein duinnn af Capercaillie.
I Tomb Raider: Anniversary greb Troels Folmann opgaven anderledes an, ved for det første ikke at bruge elektroniske elementer som techo og effekter. Instrumentering og kompositionen er mere kompleks og mere rettet mod at gengive et rigtig orkester. Derfor er brugt flere træblæseinstrumenter og flere forskellige artikuleringer. Nogle af de temaer Nathan McCree komponerede til originalen er desuden genskabt. Hovedtemaet bruger mange af de samme akkorder og instrumenter som i originalen, og starter med en crescendo blandt træblæseinstrumenterne, mens de lave strengsektioner spiller den velkendte Tomb Raider-melodi.

## Portrætter

### Modeller og skuespillere
Eidos har stort set siden første spils udgivelse, hyret modeller til at portrættere Lara Croft ved spilmesser og andre offentlige lejligheder, for at promovere serien. Modellerne er som følger:
- Rhona Mitra
- Nell McAndrew
- Lara Weller
- Lucy Clarkson
- Jill de Jong
- Karima Adebibe
- Alison Carroll

Ydermere har Katie "Jordan" Price optrådt som Croft ved ECTS før nogle af de andre modeller officielt blev casted, og dengang spillet ikke var specielt kendt, fremtonede Nathalie Cook som Croft. I 1997 hyrede et fransk magasin Vanessa Demouy til en session, og i 2000 fik Eidos' brasilianske distributør Ellen Rocche til at promovere The Lost Artifact.
Angelina Jolie har spillet Croft i de to første filmatiseringer. Desuden laver den olympiske gymnast Heidi Moneymaker motion capture til Underworld.

### Stemmer
- Shelley Blond i Tomb Raider
- Judith Gibbins i Tomb Raider II og Tomb Raider III
- Jonell Elliott i Tomb Raider: The Last Revelation, Tomb Raider Chronicles og Tomb Raider: The Angel of Darkness
- Keeley Hawes i Tomb Raider: Legend, Tomb Raider: Anniversary og Tomb Raider: Underworld
- Minnie Driver i Re\Visioned